# Can Peces
Can Peces és una masia de Montcada i Reixac (Vallès Occidental) inclosa a l'Inventari del Patrimoni Arquitectònic de Catalunya.

## Descripció
Casa formada per cossos juxtaposats. El del costat dret presenta teulada d'una sola vessant i el del costat esquerre, de dues vessants amb carener horitzontal a la façana. Ambdues cobertes són de teules àrabs. Les obertures, a la planta baixa, han conservat l'entrada en el cos esquerre amb porta rectangular i arc escarser amb emmarcament de maó. La finestra del pis és de senzilla factura. El cos de la dreta ha sofert una modificació en la pràctica de l'obertura de la planta baixa on actualment hi ha una finestra. En el pis observem una finestra petita rectangular amb llinda de fusta. Presència d'un incipient voladís.

## Història
El seu nom és originari del cognom de la família que fins a hores d'ara són els propietaris de la casa. Pertany al límit de la Parròquia de Reixac, i el seu nom es troba citat en documents entre els anys 1750 i 1760.